# King Albert
King Albert (укр. Король Альберт) — студійний альбом Альберта Кінга, випущений лейблом Tomato Records в 1977 році. Сингли «Call My Job» та «Chump Change» посіли 72 та 72 сходинки відповідно в чарті Billboard R&B Singles.

## Список композицій
1. «Love Shock» (Літтл Сонні, Аарон Віллз) — 4:40
2. «You Upset Me Baby» (Максвелл Дейвіс, Джо Хосеа, Б.Б. Кінг, Жюль Тоб) — 4:15
3. «Chump Change» (Ерік Моргесон, Баррі Мерфі) — 3:40
4. «Let Me Rock You Easy» (Норма Тоні) — 4:56
5. «Boot Lace» (Дон Дейвіс, Вільям Мюллер) — 5:55
6. «Love Mechanic» (Літтл Сонні, Аарон Віллз) — 4:01
7. «Call My Job» (Ел Перкінс, Детройт Джуніор) — 4:27
8. «Good Time Charlie» (Джильберт Кейплз, Дедрік Мелоун, Віллі Скофілд) — 4:45

## Учасники запису
- Альберт Кінг — вокал, гітара
- Глен Гойнз — гітара
- Джим Маккарті — гітара
- Денніс Роббінс — гітара
- Рей Тіні, мл. — гітара
- Едді Вілліс — гітара
- Аарон Дж. Вілліс, мл. — гітара
- Дон Дейвіс — продюсер
- Джон Фрага — бас
- Ентоні Вілліс — бас
- Джонні Баданьєк — ударні
- Двейн Ломакс — ударні
- Рональд Райт — ударні
- Руді Робінсон — клавішні, аранжувальник
- Берт Кейз — аранжувальник
- Берні Воррелл — аранжувальник
- The Horny Horns — труба
- Фред Веслі — труба
- Брендай — бек-кокал

## Сингли
| Сингл          | Інформація                                                                       |
| -------------- | -------------------------------------------------------------------------------- |
| «Call My Job»  | - Сингл Tomato 10001, 1978 - Сторона Б: «Love Shock» - US R&B Singles #72        |
| «Chump Change» | - Сингл Tomato 10002, 1978 - Сторона Б: «Good Time Charlie» - US R&B Singles #72 |